# Garretson
Garretson är en ort (city) i Minnehaha County i delstaten South Dakota i USA. År 2020 hade orten 1228 invånare, på en yta av 3,89 km².

## Kända personer från Garretson
- Dennis Daugaard, republikansk politiker, guvernör 2011–2019